# Marky Mark and the Funky Bunch
Marky Mark and the Funky Bunch est un groupe de hip-hop américain, originaire de Dorchester, dans le Massachusetts. Fondé par Mark Wahlberg, le groupe est actif entre 1991 et 1993, puis entre 2007 et 2008.

## Biographie
Marky Mark and the Funky Bunch est formé en 1991 à Dorchester, dans le Massachusetts. Le groupe publie son premier album, Music for the People, le 23 juillet 1991. L'opus, qui connaît un grand succès, se classe à la première place du Top Heatseekers et à la 21e du Billboard 200, et est certifié disque de platine le 14 janvier 1992 par la RIAA. Un des singles de l'album, Good Vibrations, se hisse, quant à lui, à la première place du Billboard Hot 100.

## Discographie

### Albums studio
- 1991 : Music for the People
- 1992 : You Gotta Believe

### Singles
- 1991 : Good Vibrations
- 1991 : Wildside
- 1993 : Peace
- 1993 : I Need Money
- 1993 : You Gotta Believe
- 1993 : Gonna Have a Good Time